# التفاوت الجندري في استخدام خدمات الشبكات الاجتماعية

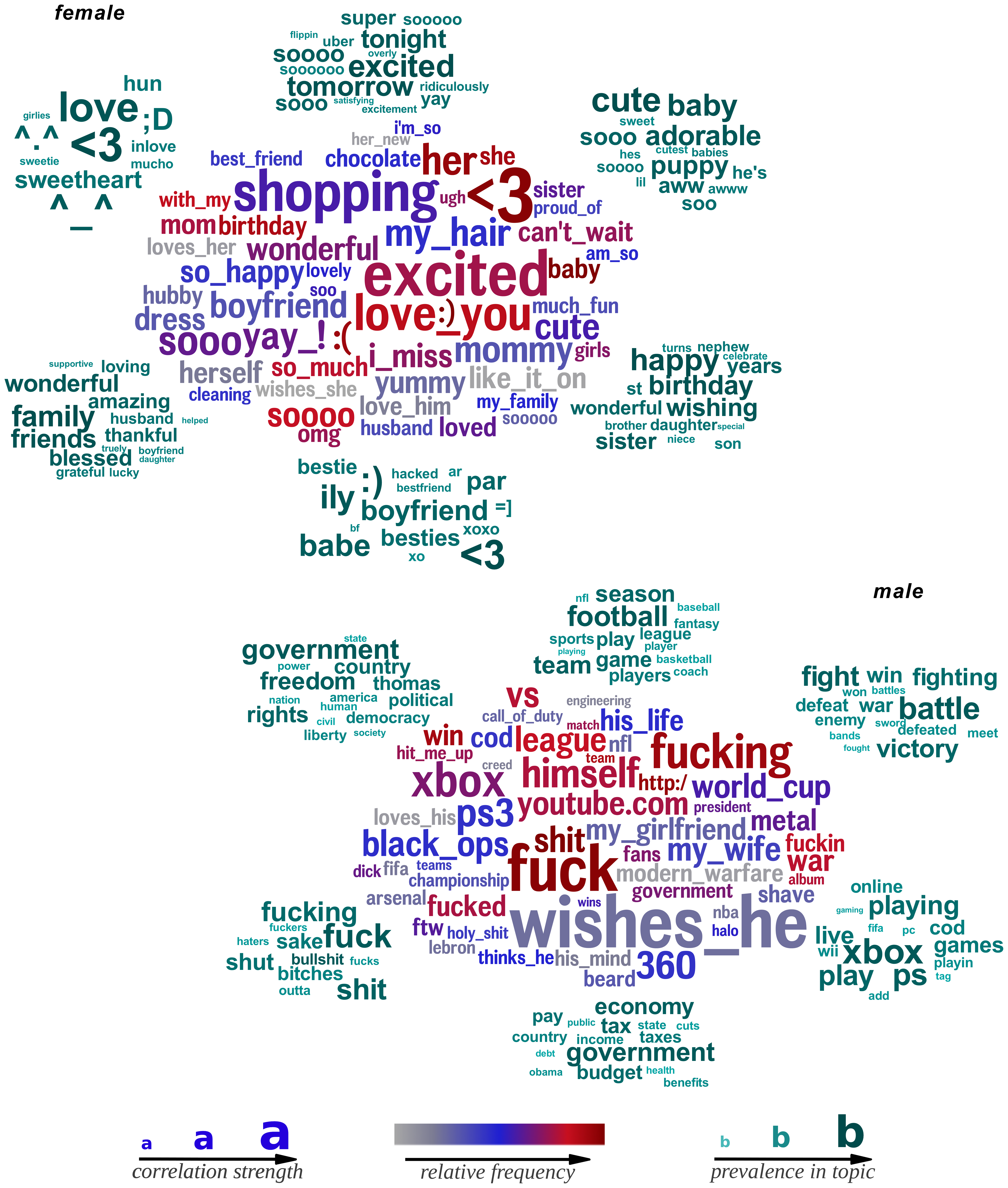

تختلف كل من آلية وتواتر استخدام الرجال والنساء لخدمات الشبكات الاجتماعية. وجد العديد من الباحثين ارتفاعًا في نزعة النساء إلى استخدام خدمات الشبكات الاجتماعية مقارنةً بالرجال، وأضافوا أن استخدام النساء لهذه الخدمات ينطوي على أغراض مختلفة وأكثر اجتماعية أيضًا.

## التفاوتات

### النزعة إلى الاستخدام
خلصت العديد من الدراسات إلى اعتبار النساء أكثر ميلًا لاستخدام خدمات معينة للشبكات الاجتماعية، مثل فيسبوك أو ماي سبيس وغيرها من هذه الخدمات عمومًا. استخدم 73% من الرجال المتصلين على شبكة الانترنت مواقع الشبكات الاجتماعية، بينما بلغت نسبة النساء 80% في عام 2015. رُدمت فجوة التفاوت الجندري على موقع لينكد إن إلى حد ما. استخدم نحو 26% من الرجال المتصلين على شبكة الإنترنت موقع لينكد إن الاجتماعي ذو التوجه التجاري التوظيفي، بينما وصلت نسبة النساء إلى 25% في عام 2015.
وجد الباحثون الذين تعقّبوا مستخدمي العديد من خدمات الشبكات الاجتماعية بالاستناد إلى الجندر بعضًا من النتائج المتضاربة. أجرت هارغيتاي دراسةً رائدةً في عام 2007 حول الاختلافات العرقية والجندرية وغيرها من الاختلافات الأخرى بين الطلاب الجامعيين من مستخدمي خدمات الشبكات الاجتماعية، إذ خلصت الدراسة إلى اعتبار النساء أكثر ميلًا لاستخدام هذه الخدمات مقارنةً بالرجال، فضلًا عن اعتبارهن أكثر نزعةً لاستخدام العديد من الخدمات المتنوعة مثل فيسبوك وماي سبيس وفريندستر، وبيّنت الدراسة استمرار ظهور مثل هذه النتائج في العديد من النماذج والتحليلات. لم تشمل دراسة هارغيتاي سوى طلابًا من جامعة إلينوي في شيكاغو، لكنها اختارت هذه المؤسسة عمدًا باعتبارها «موقعًا مثاليًا لإجراء الدراسات المتعلقة بكيفية استخدام الأشخاص المختلفين للمواقع والخدمات عبر الإنترنت». وفي المقابل، خلصت نتائج البيانات التي جمعها مركز بيو للأبحاث إلى اعتبار الرجال أكثر ميلًا لإنشاء ملفات تعريف متعددة على مواقع خدمات الشبكات الاجتماعية. تُعتبر البيانات التي جمعها مركز بيو للأبحاث أكثر تمثيلًا لجميع سكان الولايات المتحدة البالغين مقارنةً بدراسة هارغيتاي، وذلك على الرغم من التقارب الكبير بين عدد الأشخاص الذي استخدمته كلا الدراستين (1,650 مستخدم للإنترنت في استطلاع مركز بيو للأبحاث، و1,060 مستخدم للإنترنت في استطلاع هارغيتاي).
تجذب بعض المواقع مثل بنترست وفيسبوك وإنستغرام عددًا أكبر من النساء، إذ تحظى مواقع مشاركة الصور عمومًا بشعبية كبيرة لدى النساء. يجذب موقع بينتيريست وحده نساءً أكثر بثلاثة مرات من الرجال. ومع ذلك، ازداد استخدام الرجال لهذا الموقع بنسبة 5% في عام 2012. يجذب موقع فيسبوك نحو 77% من النساء المتصلات على شبكة الإنترنت، ويُعتبر موقع إنستغرام أكثر جذبًا للنساء أيضًا. ترتفع نسبة مشاركة الرجال في المنتديات على شبكة الإنترنت مثل ريديت أو ديغ أو سلاشدوت، إذ يقول واحد من بين كل خمسة رجال أنه منخرط في إحدى المنتديات الالكترونية.